# Mesaphorura italica
Mesaphorura italica is een springstaartensoort uit de familie van de Tullbergiidae. De wetenschappelijke naam van de soort werd voor het eerst geldig gepubliceerd in 1971 door Rusek.